# 3 kompania Baonu średzkiego
3 kompania Baonu średzkiego - ochotnicza kompania piechoty biorąca udział w powstaniu wielkopolskim. 